# Bohumil Klepl

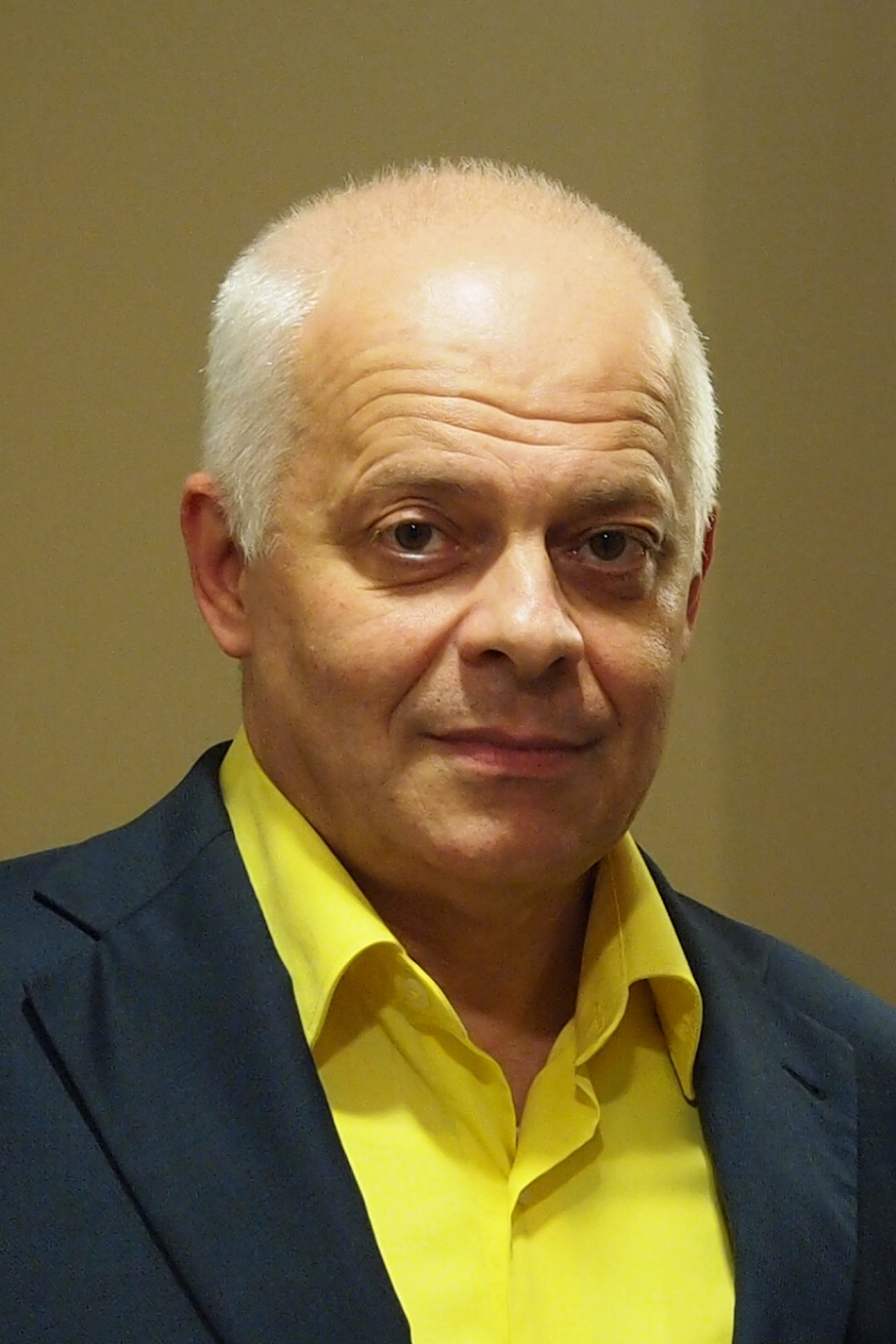
Bohumil Klepl v roce 2013

Bohumil Klepl, známý také pod přezdívkou Bob Klepl, (* 31. března 1958 Moskva) je český herec.

## Život
Vystudoval Divadelní fakultu Akademie múzických umění (DAMU), obor herectví a nejprve působil výhradně jako divadelní herec.

## Divadelní role
Hereckou divadelní kariéru začal v Západočeském divadle v Chebu (Hloupý Honza, Lysistrate, Nikola Šuhaj, Poslední karnevalový večer, Milenci z kiosku, Divadlo svět /Jeskynní lidé/). Následující působení:
- Volné spojení režisérů Praha – Kdo se skrývá za zdí (starosta), Ó, velký Buddho, pomoz jim! (bratr Ma), Sen noci svatojánské (Klubko);
- Náhradní divadlo Praha – Kdo je tady pán? (Frederik); v Divadle GONG: Zelený pták (Brighella)
- Krajské divadlo Kolín – Dobrý večer, pane Wilde (John Worthing), Moliére /Svatá kabala/ (hráč Markýz de Lessac, herec Philibert du Croisy), Divotvorný klobouk (myslivecký mládenec Karel), Příběhy z Dekameronu (Pamfilo), Válka vypukne po přestávce (asistent), Červené pantoflíčky (Jemmo, mim), Píseň o Fanfánu Tulipánovi (Baffafire, strážný), Tři v tom (Cola), Zásnuby naruby (Malásek), O hloupém obrovi ...a hladové princezně (tkadlec);
- Klub v Řeznické Praha; Divadlo v Řeznické – Variace na téma: Sluha dvou pánů, Vřelý cit (Čulanov); Ugo, O myších a lidech (Carlson), Čert tě vem! (večer vytvořený k přímému přenosu Českosl. televizí pro cyklus ČST Dnes vás baví... (Dnes vás baví... Divadlo v Řeznické), Dalas? aneb Konec sezóny na petrolojovém ranči v Řeznické ulici (Džejár), Žižkova smrt aneb Benefice pro Doubravku, Polská krev (opereta; hrabě Boleslav Baraňski), Král Ubu (otec Ubu);
- Divadelní spolek Kašpar v Rokoku – Vychovatel (major von Berg), Katynka (rytíř Ohnivec), Ondina (rybář Anselm, král Herkules), Chyba (King), Carský večírek aneb Ruská ruleta, Zelený papoušek / Na hlavní silnici (Prosper / Borcov), Kníže Honzík (Ondra);
- Kašpar Praha v Městském divadle Český Krumlov – Doňa Juana (Don Pedro de Cesnaros);
- Hudební divadlo Karlín – muzikál Má férová Josefína (filmový režisér Bezouška);
- Laterna animata Praha v Divadle Spirála – performance, představení na bázi laterny magiky Faust;
- Divadlo Komedie – Hamlet (herec);
- Divadlo Na zábradlí – Naši Naši furianti (Bušek Martin), Racek, Jádro věci (Butler), Nahniličko (poněkud dojatý) (Jorge Ejar Clavijo; 1995 + obnovená premiéra 1999), Hrdina západu (Shawn Keogh), Cabaret (Ernst Ludwig), Polská krev (hrabě Boleslav Baraňski), Ivanov (Nikolaj Ivanov), Buldočina, Tlučte hrbaté, Racek (Semjon Medvěděnko), Plukovník Pták (Kiro Petrov, zloděj), Malý Říjen (Václav Babinský – syn), Strýček Váňa (Astrov), Tragédie mstitele (bratr mstitele), Výnosné místo (Onisim Pamfilič Bělogubov), Úklady a láska (Wurm), Terasa (pan Astruc), Balada o vídeňském řízku (jedlík, Dolfi, 3 ďáblové), Nože ve slepicích (William Hřebec), Hugo (otec), Arabská noc, Popis jednoho zápasu (Waltner), Louis a Louisa (Karl Tremmel);
- Divadlo Rokoko – Don Juan (Don Juan), Zlý jelen (Myslibor), Má vlast (J. Paroubek, V. Špidla, M. Zeman);
- Společnost F.A.C.T. Praha v divadle Milenium (nyní RockOpera Praha) – muzikál Starci na chmelu (předseda);
- Divadlo Kalich – Tragédie mstitele (bratr mstitele), Láska naruby (Viktoriin nápadník), obnovená premiéra Nahniličko (poněkud dojatý) (Jorge Ejar Clavijo), talkshow Jana Krause a Boba Klepla Interview;
- Reduta Brno – Rodinný večer (Pokorná);
- Divadlo Antonína Dvořáka v Příbrami – Prokletí nefritového škorpióna (Cecil Winston Briggs);
- Divadlo Bez zábradlí – Rodina Tótů (Tót), Když tančila (Luciano), Maratón (Jules Nerval), Orchestr Titanik (Luko);
- Divadlo Ta Fantastika – Herci (herec, Steven, Barney);
- Studio DVA – Herci (herec, Steven, Barney), Kutloch aneb I muži mají své dny (pilot Helmut), Virtuální studovna (Eric), Smolíkovi a jejich podivuhodné dobrodružství (Pepa Smolík), one man show Vysavač, Poprask na laguně (rybář Fortunato), Šíleně smutná princezna (rádce Kulatý), Líbánky na Jadranu (Bob), Polibek (muž)[1]

Do všeobecného povědomí se dostal díky roli Eduarda Jelena v českém seriálu To jsem z toho jelen (2000), do níž ho obsadil režisér Karel Smyczek.
Je znám z filmů Účastníci zájezdu (2006), O život (2008) aj., ze seriálů Místo v životě (2006), Velmi křehké vztahy (2007) aj. Pravidelně účinkoval v zábavním pořadu TV Prima Hádej, kdo jsem.
| „ | Herectví by mělo být především řemeslo, a už vůbec by se člověk u toho neměl ničit. | “ |

Bohumil Klepl se věnoval také loutkoherectví a kromě jiného založil Kleplovo loutkové rodinné divadlo (Kleplovo rodinné divadlo, Svět podle Klepla, Díky, pane Bernsteine, Romeo a Julie podle Klepla).

## Filmografie

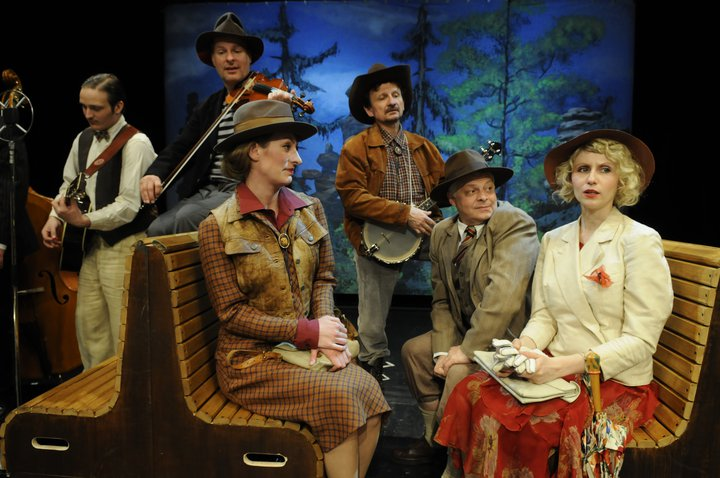
Vojtěch Havelka, Martin Zbrožek, Anna Polívková, Miroslav Babuský, Bohumil Klepl a Petra Nakládalová v inscenaci Zločin v Posázavském Pacifiku (Městské divadlo Mladá Boleslav a Divadlo Kalich, první provedení 19. 5. 2011)

| Filmy     | Filmy                                               | Filmy               | Filmy                                                          |
| Rok       | Film                                                | Role                | Poznámky                                                       |
| --------- | --------------------------------------------------- | ------------------- | -------------------------------------------------------------- |
| 1994      | Vlak                                                | neurčená role       | Groteska; FAMU                                                 |
| 1995      | Už                                                  | Milan               | Hlavní role                                                    |
| 1996      | Poslední obraz                                      | neurčená role       | FAMU                                                           |
| 1996      | Agáta                                               | Voloďa – architekt  |                                                                |
| 1997      | Tomík                                               | otec                | VOŠF Zlín                                                      |
| 1997      | Jezerní královna                                    | vodník              | Německo-česká pohádka                                          |
| 1997      | Báječná léta pod psa                                | lékař               |                                                                |
| 1998      | Všichni moji blízcí                                 | Dr. Kuhn            |                                                                |
| 1999      | Šest statečných                                     | otec                | Část – Tomík                                                   |
| 1999      | Eliška má ráda divočinu                             | Hynek Kužílek       |                                                                |
| 2000      | Oběti a vrazi                                       | Ludvík              |                                                                |
| 2000      | To jsem z toho jelen aneb Poslední učitel v Čechách | Eduard Jelen        |                                                                |
| 2000      | Ex-pozice                                           | Otec                | FAMU                                                           |
| 2001      | Nonstop pro 2 osoby                                 | gangster            | FAMU                                                           |
| 2001      | Mach, Šebestová a kouzelné sluchátko                | školník             |                                                                |
| 2002      | Archa pro Vojtu                                     | otec                |                                                                |
| 2003      | Pupendo                                             | Motyčka             |                                                                |
| 2003      | Mazaný Filip                                        | recepční v Centralu |                                                                |
| 2003      | La Béte du Gévaudan                                 | Dvořan              | francouzský film                                               |
| 2003      | Jak básníci neztrácejí naději                       | Mojmír              |                                                                |
| 2003      | Duende                                              | neznámá role        | studentský film                                                |
| 2004      | Snowboarďáci                                        | Jáchymův otec       |                                                                |
| 2006      | Účastníci zájezdu                                   | Jolanin otec        |                                                                |
| 2008      | Vy nám taky, šéfe!                                  | produkční           |                                                                |
| 2008      | O život                                             | Palcát              |                                                                |
| 2009      | Veni, vidi, vici                                    | trenér Karel        |                                                                |
| 2009      | Dvojka                                              | Veroničin otec      |                                                                |
| 2010      | Doktor od jezera hrochů                             | Venda Maňas         |                                                                |
| 2011      | Westernstory                                        | Krocan              |                                                                |
| 2011      | Perfect Days – I ženy mají své dny                  | Viktor              |                                                                |
| 2012      | Probudím se včera                                   | příslušník VB       |                                                                |
| 2013      | Kameňák 4                                           | tajemník Bohouš     |                                                                |
| 2014      |                                                     |                     |                                                                |
| 2016      |                                                     |                     |                                                                |
| 2017      |                                                     |                     |                                                                |
| 2018      |                                                     |                     |                                                                |
| 2019      |                                                     |                     |                                                                |
| 2020      |                                                     |                     |                                                                |
| Televize  |                                                     |                     |                                                                |
| Rok       | Název                                               | Role                | Poznámky                                                       |
| 1978      | Mapa zámořských objevů                              | student Martínek    | TV inscenace                                                   |
| 1979      | Inženýrská odysea                                   |                     | TV seriál                                                      |
| 1980–???? | Studio Kamarád                                      | moderátor           | TV cyklus                                                      |
| 1989      | Sama uprostřed noci                                 |                     | TV inscenace                                                   |
| 1991      | Nebe, peklo, ráj                                    | neurčená role       | TV film                                                        |
| 1992      | Náhrdelník                                          | Profesor herectví   | TV seriál; 1. díl                                              |
| 1992      | Erasmovy velké arkány                               | neurčená role       | TV inscenace                                                   |
| 1992      | Dobročinný večírek                                  |                     | TV film                                                        |
| 1993      | Česká soda                                          |                     | TV seriál                                                      |
| 1994      | Historky od krbu                                    | Karel – prezident   | TV film; 6. část                                               |
| 1995      | Trio                                                |                     | TV film                                                        |
| 1995      | Kde padají hvězdy                                   | Kukal               | TV seriál                                                      |
| 1996      | Racek                                               | neurčená role       | TV divadelní představení                                       |
| 1996      | Draculův švagr                                      | vyšetřovatel        | TV seriál; 10. díl: Geniální plán                              |
| 1996      | Bubu a Filip                                        | policista           | TV seriál                                                      |
| 1997      | Svět podle Klepla                                   |                     | TV dokumentární film                                           |
| 1997      | Zdivočelá země                                      | estébák             | TV seriál                                                      |
| 1997      | Bakaláři 1997                                       |                     | TV cyklus; 1. díl                                              |
| 1997      | Ještě není pozdě                                    | neurčená role       | TV inscenace                                                   |
| 1997      | Doktor Munory a jiní lidé                           | Pittner jr.         | TV inscenace                                                   |
|           | Dobrá zpráva                                        | neurčená role       | TV film                                                        |
| 2000      | Tmavomoudrý svet                                    |                     | TV dokumentární film                                           |
|           | Případy detektivní kanceláře Ostrozrak              | Ivo Zdeborský       | TV seriál                                                      |
|           | Široká duše                                         | Bohumil Klepl       | Leoš Suchařípa, díl TV dokumentárního seriálu Příběhy slavných |
| 2006      | Labyrintem revoluce                                 | průvodce            | TV dokumentární seriál                                         |
|           | Letiště                                             |                     | TV seriál                                                      |
|           | Místo v životě                                      |                     | TV seriál                                                      |
|           | Pakárna                                             |                     | TV seriál                                                      |
| 2007      |                                                     |                     |                                                                |
| 2008      |                                                     |                     |                                                                |
| 2009      | Film o filmu: Veni, vidi, vici                      |                     | TV dokumentární film                                           |
| 2010      |                                                     |                     |                                                                |
| 2011      |                                                     |                     |                                                                |
| 2012      |                                                     |                     |                                                                |
| 2013      | České století                                       | Tomáš Ježek, ekonom | TV seriál                                                      |
|           | Cirkus Bukowsky                                     | Zachar              | TV seriál                                                      |
| 2014      | Když v tom jedou ženy                               |                     | TV dokumentární seriál                                         |
|           | Svatby v Benátkách                                  |                     | TV seriál                                                      |
|           | Cirkus Bukowsky                                     | Zachar              | TV seriál                                                      |
|           | České století                                       | Tomáš Ježek, ekonom | TV seriál                                                      |
|           | Kriminálka Anděl                                    |                     | TV seriál                                                      |
| 2015      | Všechny moje lásky                                  |                     | TV seriál                                                      |
|           | Přístav                                             |                     | TV seriál                                                      |
| 2016      | Přístav                                             |                     | TV seriál                                                      |
| 2017      | Přístav                                             |                     | TV seriál                                                      |
| 2018      |                                                     |                     |                                                                |
| 2019      |                                                     |                     |                                                                |
| 2020      |                                                     |                     |                                                                |

## Rozhlasové role
- 2002 Johann Nepomuk Nestroy: Talisman, překlad Eva Bezděková, rozhlasová úprava a dramaturgie Jana Paterová, hudba Vadim Petrov, režie Otakar Kosek. Hráli: Titus Lišák (Jiří Langmajer), Paní z Cypřišova (Daniela Kolářová), Ema, její dcera (Kateřina Vaníčková), Konstance, její komorná (Naďa Konvalinková), Flora, zahradnice (Bára Štěpánová), Semínko, zahradnický pomocník (Bohumil Klepl), Pan Markýz, vlásenkář (Jiří Štěpnička), Salome, husopaska (Tereza Bebarová), Zátka, pivovarník (Bořivoj Navrátil) a Konrád, sluha (Jan Skopeček). (76 min).